# Mädel sei lieb
Mädel sei lieb ist ein US-amerikanisches Stummfilmdrama aus dem Jahr 1928 von William A. Seiter mit Colleen Moore und Edmund Lowe in den Hauptrollen.

## Handlung
Der Falschspieler Babe Stewart versteckt sich im Norden des Staates New York, als seine wütende Partnerin und Geliebte Kay Sears droht, ihn der Polizei auszuliefern. Dort lernt er Mary Randall kennen, die Tochter des örtlichen Eisenwarenhändlers. Er heiratet sie, kehrt nach New York zurück und erhält eine Stelle in einem Maklerbüro.
Während seines Geburtstages treffen von Kay gewarnte Ermittler ein und verhaften Babe wegen Falschspiels. Babe wird zu einer sechsmonatigen Gefängnisstrafe verurteilt und lässt Mary glauben, er sei auf Geschäftsreise nach Buenos Aires. Mit einem Freund vereinbart er, dass er ihr regelmäßig Briefe von dort schickt. Als er freigelassen wird, versucht Babe, Mary die Wahrheit zu sagen, aber sie hört nicht auf ihn und setzt die Täuschung um des gemeinsamen Kindes willen fort.

## Hintergrund
Max Parker oblag die künstlerische Leitung.
Da keine Kopien der acht Filmrollen existieren, gilt der Film als verschollen.

## Veröffentlichung
Die Premiere des Films fand am 16. Juni 1928 in New York statt. Noch im selben Jahr kam er im Deutschen Reich in die Kinos.